# Beisbol als Jocs Olímpics

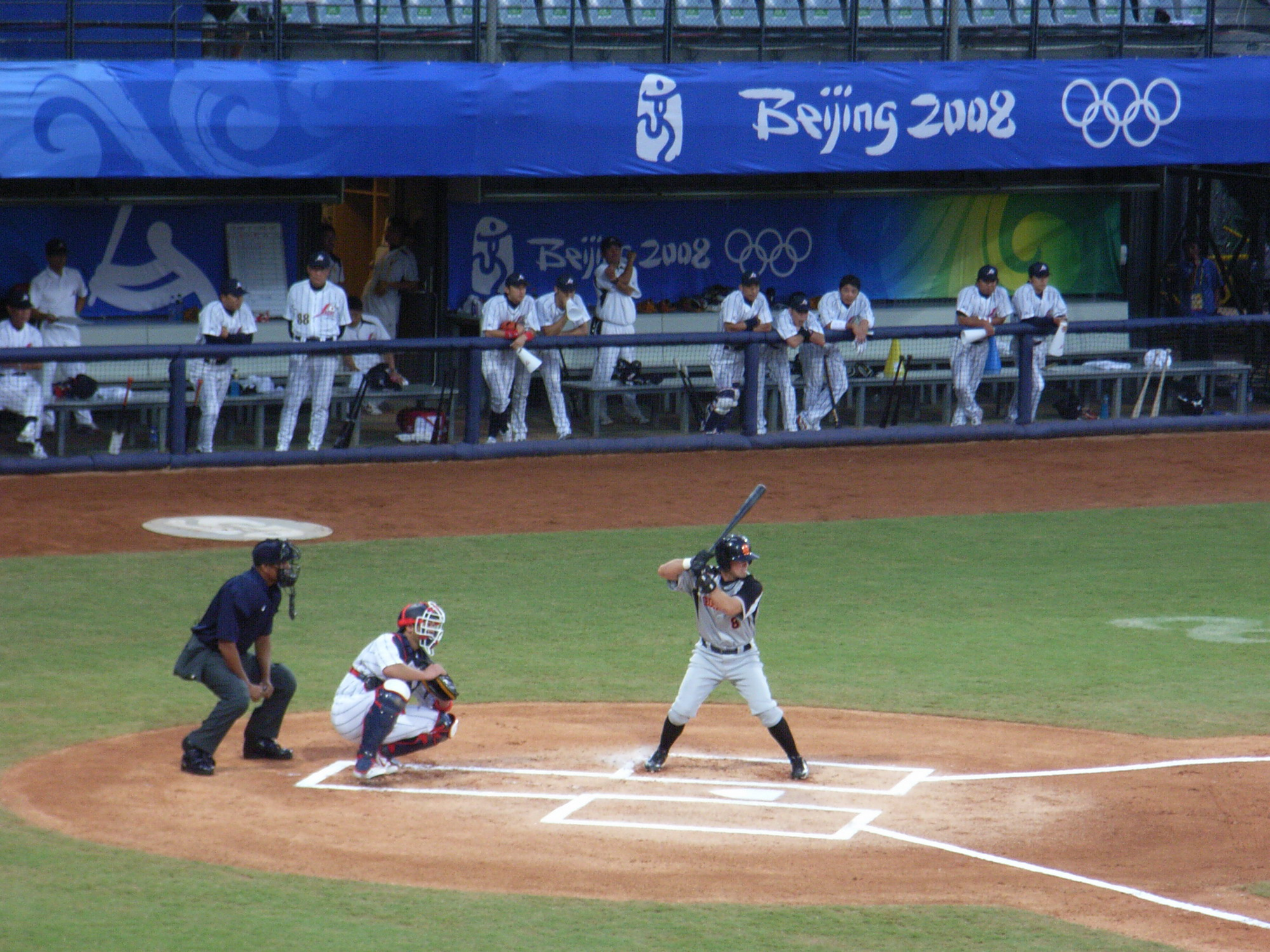
Partit de beisbol als Jocs Olímpics d'estiu de 2008 entre el Japó i els Països Baixos.

El beisbol és un esport, únicament disputat per homes, que ha format part del programa olímpic des dels Jocs Olímpics d'Estiu de 1904 celebrats a París (França), si bé en aquella ocasió ho feu com a esport de demostració. Posteriorment en sis ocasions més formà part dels Jocs també com a esport de demostració, passant a ser considerat part del programa oficials dels Jocs ens els Jocs Olímpics d'Estiu de 1992 celebrats a Barcelona (Espanya).
El 8 de juliol de 2005 el Comitè Olímpic Internacional (COI) decidí eliminar aquest esport juntament amb el softbol del programa per als Jocs Olímpics d'Estiu de 2012 celebrats a Londres (Regne Unit), esdevenint el primer esport a ser eliminat dels Jocs des de l'eliminació del polo en els Jocs Olímpics d'Estiu de 1936 disputats a Berlín (Alemanya). Posteriorment aquesta decisió fou confirmada el 9 de febrer de 2006.
El 8 de setembre de 2013 el Comitè Olímpic Internacional va votar per restablir la lluita lliure, derrotant l’oferta combinada de beisbol-softbol per als Jocs Olímpics d’estiu de 2020.
Segons les noves polítiques del COI, el comitè organitzador pot proposar incloure esports al programa que s'afegirien a les proves permanents. El 22 de juny de 2015 el Comitè Organitzador de Tòquio va proposar que el beisbol-softbol s'inclogués com a prova el 2020. El 3 d'agost de 2016, durant la 129a sessió del COI a Rio de Janeiro, el COI va aprovar la llista final, que incloïa el beisbol, proposada pel Comitè Organitzador de Tòquio del 2020.
La gran dominadora d'aquest esport és Cuba, seguida posteriorment dels Estats Units, Corea del Sud i el Japó.

## Medallistes
| Edició         | Or            | Argent       | Bronze               |
| 1992 Barcelona | Cuba          | Xina-Taipei  | Japó                 |
| 1996 Atlanta   | Cuba          | Japó         | Estats Units         |
| 2000 Sydney    | Estats Units  | Cuba         | Corea del Sud        |
| 2004 Atenes    | Cuba          | Austràlia    | Japó                 |
| 2008 Pequín    | Corea del Sud | Cuba         | Estats Units         |
| 2020 Tòquio    | Japó          | Estats Units | República Dominicana |

## Medaller
| Posició | País                 | Or | Argent | Bronze | Total |
| 1       | Cuba                 | 3  | 2      | 0      | 5     |
| 2       | Estats Units         | 1  | 1      | 2      | 3     |
| 2       | Japó                 | 1  | 1      | 2      | 3     |
| 4       | Corea del Sud        | 1  | 0      | 1      | 2     |
| 5       | Austràlia            | 0  | 1      | 0      | 1     |
| 5       | Xina-Taipei          | 0  | 1      | 0      | 1     |
| 7       | República Dominicana | 0  | 0      | 1      | 1     |

## Medallistes més guardonats
| Jugador          | CON  | Or | Plata | Bronze | Total |
| Pedro Luís Lazo  | Cuba | 2  | 2     | 0      | 4     |
| Omar Ajete       | Cuba | 2  | 1     | 0      | 3     |
| Antonio Pacheco  | Cuba | 2  | 1     | 0      | 3     |
| Orestes Kindelán | Cuba | 2  | 1     | 0      | 3     |
| Luis Ulacia      | Cuba | 2  | 1     | 0      | 3     |